# فرد وليامز (صحفي)
فرد وليامز هو صحفي ومؤرخ كندي، ولد في 13 يناير 1863 في كلافام ‏ في المملكة المتحدة، وتوفي في 16 يونيو 1944 في تورونتو في كندا.